# Ціфу Мумо
Ціфу Мумо (кит.: 乞伏暮末; піньїнь: Qifu Mumo; помер 431) — останній імператор Західної Цінь періоду Шістнадцяти держав.

## Життєпис
Його батько, Ціфу Чіпань, передав йому у спадок державу, що переживала скрутні часи через постійні напади з боку Північної Лян і Ся. Тому новий імператор не зміг врятувати Західну Цінь від знищення. 431 року він зазнав поразки від імператора Ся Хелянь Діна, який стратив Ціфу Мумо. Таким чином Західна Цінь припинила своє існування.

## Девіз правління
- Юнхун (永弘) 428-431